# Gyöngy Pál
Gyöngy Pál (Bécs, 1902. október 19. – Budapest, 1990. június 28.) magyar zeneszerző, dalszerző.

## Családja
Édesapja Gyöngy Lajos (1874–?), ismert bukméker, 1932-től a Király Színház egyik tulajdonosa volt, aki bérbe vette a színházat. Anyja Bauer Kornélia (1875–1959). Szülei 1897. november 13-án Budapesten, az Erzsébetvárosban keltek egybe, majd Bécsbe költöztek. Gyöngy Pál 1919-ben hazatért, és szülei tudta nélkül 1935. május 16-án házasságot kötött Harsányi Ila művésznővel. A konfliktus miatt 1937-ben Londonba menekült. Szülei erélyesen követelték, hogy váljanak el és 1946-ban valóban elváltak. 1938-ban Párizsban kikeresztelkedett a katolikus vallásra, majd két évvel később visszatért Magyarországra. Gyöngy Pál anyjának gyászjelentéséből annyi derül ki, hogy 1959-ben apja még élt, és Harsányi Mária használta a Gyöngy Pálné nevet. További családtagokat is említ a gyászjelentés, de családi kapcsolatukat nem ismerjük: Bergmanova-Gyöngy Aranka (Prága), Kiss Júlia és Ropposch Franciska.
Családi kapcsolatáról keletkezett egy érdekes bejegyzés. A bejegyzéshez hiteles dokumentumot nem csatolt a szerkesztője.

## Pályafutása született
Tanulmányait szülővárosában végezte, és csak 1919-ben költözött szüleivel Budapestre. Később Németországba utazott, ott elektromérnöki tanulmányokat folytatott egy rajnai város műszaki főiskoláján németül – mely anyanyelve volt. Mégis különböző diákköri zenei élmények hatására a zenei pályát választotta, és nem fejezte be a főiskolát. Zenét magánúton tanult, Bécsben zongorát és Budapesten összhangzattant. Már diákkorában kitűnő zongorista volt. A jazz-zongorázást magas fokon művelte, ezzel kápráztatta el Rajna menti társait, Budapesten azonban már operetteket és filmzenéket komponált.
Zenét írt a "Légy jó mindhalálig" c. filmhez, melyhez kértek egy népdaljellegű kórusművet gyermekhangokra."Erre megírtam a Domboldalon van egy öreg hársfa kezdetű dalt. Be akartam bizonyítani a magyarnóta-szerzőknek, hogy tudja ezt egy osztrák is." Ez annyira sikerült, hogy később egy professzor tévedésből magyar népdalként tanította. Gyöngy később megismerkedett Szilágyi László és Békeffy István librettistákkal, akikkel megírta a "Kadétszerelem" című operettjét, amely "A tavasz és szerelem revüje három felvonásban és tizenegy képben". Az 1933-ban Király Színházban bemutatott operett 1934-ben, a Theater an der Wien-ben is színre került 49 alkalommal. 1934-es "Őméltósága sofőrje" című zenés vígjátéka pedig "egy pesti nő életének regényét viszi színpadra", ami már közel állt a musicalhez, mert "a próza itt is szinte észrevétlenül vált át zenébe!" A zeneszerző hajlékony stíluskészséggel követi a váltakozó hangulatú jeleneteket. "Úgy vélem, az operettre szükség van. Nevezzük musicalnek, akárminek, mindegy. Merő fontoskodásnak tartom, ha egy színigazgató vagy rendező csak akkor ereszkedik le az operetthez, ha az musicalnek nevezheti."
Franciásan könnyed, elegánsan könnyűzenei kifejezésmódja miatt sikeres és elismert operettszerző lett. Műveire jellemzőek a friss, közvetlen dallami invenció, a kiváló harmóniai érzék, és a változatos ritmika. A bécsi kedvességet-kedélyt Pest humorával forrasztja össze. 
Zenei közéleti ember, előbb a  Magyar Filmipari Rt. vezérigazgató helyettese, majd 1947-től 1952-ig a Magyar Zeneszerzők és Szövegírók Szövetkezetének elnöke, 1953 és 1983 között igazgatta a Magyar Népköztársaság Művészeti Alapját, előbb igazgatóhelyettesi, majd 1962-től igazgatói címmel és minőségben. (Magyar Alkotóművészeti Közalapítvány) A Zenei Alapnál (később Művészeti Alap) zeneszerzők, zenetudósok és szövegírók ügyeit intézi, főként szociális vonatkozásban.
A Billboard (USA), Music Week (Anglia), a Jazz Journal International (Anglia), a Der Musikmarkt (NSZK) magyarországi tudósítója. 
17 operettet valamint zenés vígjátékot komponált, ezenfelül filmzenéket, táncdalokat, sanzonokat. 1934-től Európa számos országában, elsősorban német színpadokon tűzték műsorra operettjeit és daljátékait. Szenes Ivánnal is dolgozott együtt, és számos táncdalt írt.

## Operettjei
- Kadétszerelem (A tavasz és a szerelem revüje) (revüoperett 3 felvonásban, 11 képben, szövegkönyv: Békeffy István és Szilágyi László, ősbem. 1933. január 21., Budapest, Király Színház, 1934. december 22. Bécs, Theater an der Wien fordítás: Fritz Rotter, Hugo Wiener németül: Kadettenliebe
- Őméltósága sofőrje (zenés vígjáték 3 felvonásban, operett),(szövegkönyv: Békeffy István. Ősbem: 1934. február 24. Budapest, Király Színház)
- Nincsenek véletlenek (zene: Bródy Tamással), (1938. április 27. Belvárosi Színház mutatta be először vígjáték formájában)(operett változat: Belvárosi Színház, 1947. július) (operett 3 felvonásban, 6 képben, bohózat, Szövegkönyv: Békeffi István, Solt Endre. Versek: Szécsén Mihály)
- Három ember a hóban (1935. október 4., Royal Színház) (zenés vígjáték 3 felvonásban, szövegkönyv: Kästner—Neuner vígjátékát Andai Ernő dolgozta át magyar nyelvre , dalszövegek: ifj. Békeffy István)
- Zöld béka (1936. május 9., Kamara Színház) (operett), (szövegkönyv: Bródy István, versek: Kellér Dezső)
- Éva a paradicsomban (zene:Bródy Tamással) (1937) (szövegkönyv Solt Endre, vers: Szilágyi László, Kellér Dezső, 1937. október 22. Budapest, Városi Színház (ma Erkel Színház) németül Eva in Paradies
- Női szeszély (szatirikus zenés darab) (1946.) (Librettó: Kristóf Károly)
- Bűvös köpeny (1947. március 15., Fővárosi Operett Színház) (meseoperett, zenés darab gyerekeknek), (szövegkönyv: Királyhegyi Pál versek: Szécsén Mihály)
- Ártatlan kékszakáll (1948. Fővárosi Operettszínház) (zenéjét összeállította, válogatta és a két betétdal szerzője) (szövegkönyv: Fodor László "Eső után köpönyeg" c. vígjátékát írta át Siegfried Geyer)
- Narancshéj (1959. január 30. Blaha Lujza Színház, a Fővárosi Operettszínház Kamaraszínháza) (zenés vígjáték) (Boross Elemér ötletéből szövegkönyv: Csizmarek Mátyás, versek: Halász Rudolf)
- Van aki bevallja (?) (kis operett, szövegkönyv:Stella Adorján ötletéből Vajda István, versek: Bálint L, Szenes Iván)

## Rádió-operettek
- Muzsikáló kastély (1956. július 9.,Kossuth Rádió Rádiószínház c. műsora) (szövegkönyv: Török Rezső)
- Minden jegy elkelt (1958. november 11. Magyar Rádió) (szövegkönyv: Kristóf Károly)
- Romantika pedig nincs (zenés játék) (1963. június 22. Rádió Dalszínháza) (szövegkönyv: Boros Elemér)

## Dalai
- Kislány, úgy szeretem én magát (Kadétszerelem, 1932)
- Ne kérdezd tőlem (Éva a paradicsomban. 1937)
- Kecskemét az híres város (Kadétszerelem, 1932)
- Én imádok, felség, egy kis bécsi nőt (Kadétszerelem)
- Ferenc Jóska bakája (Kadétszerelem)  T-007.004.360-5
- Inkább csókolj (Minden jegy elkelt, 1958)
- Domboldalon áll egy öreg nyárfa (Légy jó mindhalálig, 1936) T-007.004.359-2
- Hol az a dal (Kadétszerelem, 1932)
- Mandulavirág (1947)
- Ír majd (Őfelsége sofőrje, 1934)
- Kérje meg a kis kezem (Őméltósága sofőrje)
- Jaj, megszökött a napsugár
- Megyen a hegyen a turista
- Nyílik már a kék nefelejts
- Peches nő a Sári
- Szigarett
- Másról szeretnék beszélni (Muzsikáló kastély, 1955)
- Budán kint van egy kis Heuriger (Őméltósága sofőrje, 1934) T-007.004.358-1
- Van Budán egy kiskocsma, a Vén diófa
- Madonna drága (Nászút féláron, 1937)
- Mia bella piccolina
- Ha találsz egy mást (1942)
- Virágom (Ez a villa eladó, 1935))
- Táncoljunk hajnalig (Zöld béka)

- Bocsánat (Zöld béka)
- Kalapom-pom-pom (Ez a villa eladó, 1935)
- Úgy érzem (Narancshéj, 1959)
- Hát mi a szerelem (Őméltósága sofőrje, 1934)
- Mondja, volt-e már (Három ember a hóban, 1935)
- Mire vársz (Minden jegy elkelt, 1958)
- Szeretlek, Budapest (Minden jegy elkelt, 1958)

(Qualiton LPX 16572, sztereóban is: SLPX 16572)

## Filmzenéi
- Ez a villa eladó (1935)
- Légy jó mindhalálig (1936) Domboldalon áll egy öreg nyárfa. YouTube a film 53. percénél éneklik a gyerekek
- Nászút féláron (1936) Hochzetsreise zu fünfzig prozent
- Mesél a film, 1946